# 伊利諾號戰艦 (BB-65)
伊利諾號戰艦（舷號BB-65）是一艘隸屬於美國海軍的戰艦，原為愛荷華級戰艦的五號艦。她是美軍第四艘以伊利諾州為名的軍艦。
伊利諾號在1942年按照兩洋海軍法案（Two-Ocean Navy Act），於費城造船廠開始建造。1945年8月12日日本投降前夕，伊利諾號除籍並停止建造。1958年9月伊利諾號在船塢內拆解。